# NGC 6559
NGC 6559 је емисиона маглина у сазвежђу Стрелац која се налази на NGC листи објеката дубоког неба.
Деклинација објекта је - 24° 6' 35" а ректасцензија 18h 9m 57,6s. Привидна величина (магнитуда) објекта NGC 6559 износи 8,6. NGC 6559 је још познат и под ознакама LBN 29, ESO 521-*N40, Sh2-29.